# Mlhovina Duše
Mlhovina Duše je emisní mlhovina nacházející se v souhvězdí Kasiopeji. V mlhovině se nachází několik malých otevřených hvězdokup. Nejvýznamnější z nich jsou IC 1848, která se nachází v těle mlhoviny a IC 1871 nacházející se poblíž temene hlavy. 
V blízkosti mlhoviny lze pozorovat i galaxie Maffei 1 a Maffei 2, ačkoli jsou kvůli přezáření Mléčnou dráhou těžko pozorovatelné. Dříve byly považovány za součást místní skupiny galaxií, dnes víme že náleží ke skupině galaxií Maffei. 
Mlhovina Duše se nachází v těsné blízkosti Mlhoviny Srdce, často se o nich hovoří společně jako o srdci a duši.

## Tvorba hvězd
Uvnitř mlhoviny se nachází radiový zdroj o velikosti 4 měsíčních úplňků. Podobně jako u jiných oblastí tvorby hvězd nacházejících se například v souhvězdí Orionu nebo v Souhvězdí Lodního kýlu obsahuje velké dutiny vytvořené zářením a hvězdným větrem z nejhmotnějších hvězd v okolí. Vyfoukávání plynu z těchto bublin tlačí podle teorií vzniku hvězd plyn dohromady, což napomáhá k tvorbě nových generací hvězd. Bylo zjištěno, že stáří hvězd klesá s rostoucí vzdáleností od středu bublin.